# Úvěruschopnost
Úvěruschopnost představuje schopnost dostát v plné výši a v určeném termínu splatným závazkům. Příbuzným pojmem je bonita (finančnictví). Posouzení rizika nesplacení závazků je pro investora velmi důležité. Úvěruschopnost vyjadřuje tak i možnost podniku nebo domácnosti získat v případě potřeby úvěr nebo jinou formu financování. Obecně platí, že čím je subjekt důvěryhodnější a bonitnější, tím lepší podmínky úvěru získá. Z pohledu věřitele znamená vysoká úvěruschopnost nízké riziko nesplácení nebo defaultu.

## Obecné informace
Při posuzování se zohledňují informace, které ovlivňují splácení úvěru. U právnické osoby je to např. výše úvěru, doba splácení, výše pohledávek, výše závazků, doba působeni podniku na trhu. U fyzické osoby to mohou být stav současných úspor, rodinný stav žadatele, způsob ručení ručitelem/majetkem, vzdělání, stálý příjem, platební morálka (platební historie minulých úvěrů) apod. Banky si samy analyzují úvěruschopnost dle vyplněné žádosti o úvěr. Při sestavování se vychází z různých dalších zdrojů jako jsou např. obchodní reference od obchodních partnerů, vlastní zkušenosti, seznamy dlužníků např. Centrální registr dlužníků České republiky, sdružení Solus, Insolvenční rejstřík. Firmy mohou využít při posuzování úvěruschopnosti ratingových agentur. K běžnému uzavírání obchodů lze využít sestavení obchodního ratingu od společností jako je např. Coface, Creditreform, Intercredit, Intrum Justitia a další. Pro investování a ohodnocení dlouhodobé úvěrové schopnosti lze využít např. agentur Moody‘s, Standard and Poor’s nebo Fitch Ratings.

### Metody posouzení úvěruschopnosti
Rating – komplexně rozebírá hodnocený subjekt a určuje důvěryhodnost subjektu pomocí klasifikačních stupňů. Ověřováním úvěruschopnosti se zabývají ratingové agentury, které vyhodnotí bonitu dlužníka přiřazením hodnocení jeho kvality (kategorie investičního stupně). Ratingové stupnice se dělí na investiční stupeň (kategorie Aaa až Baa3) a spekulativní stupe (kategorie Ba1 až D). Zásadou je, že čím vyšší je přidělená kategorie, tím je daný dlužník úvěruschopnější a investice pro investora bezpečnější. 
Ranking – představuje sestavení pořadí ve skupině subjektů se společnými znaky (např. vzájemné srovnávání žadatelů o úvěr dle určitých kritérií a vytvoření rankingového pořadí).
Scoring – využívá různé finanční modely, statistické testy a na základě několika výsledků vybere nejlépe vypovídající ukazatel, který je vhodný pro vyhodnocovaný subjekt.

### Kategorie ratingových stupňů
- AAA – je synonymem pro nejvyšší stupeň úvěruschopnosti
- AA – značí vysokou úvěruschopnost
- A – představuje úvěruschopného dlužníka
- BBB – označuje méně úvěruschopného dlužníka
- BB – je označení pro spekulativní stupeň s nízkým rizikem
- B – představuje spekulativní stupeň s vysokým rizikem
- CCC – značí vysoké riziko defaultu (taktéž riziko bankrotu či insolvence) avšak s dobrým potenciálem záchrany dlužníka
- CC – představuje omezený záchranný potenciál
- C – symbolizuje slabý záchranný potenciál
- D – varuje o defaultu s nulovým záchranným potenciálem

Kategorie A a B jsou ještě dále členěny pomocí znamének + a – (nebo číslicemi 1 až 3).